# Sōta Kawatsura
Sōta Kawatsura (né le 19 juin 1989 à Tokyo) est un athlète japonais, spécialiste du sprint et du relais.
Ses records sont :
- 100 m : 10 s 22 à Yamaguchi le 8 octobre 2011
- 200 m : 20 s 56 à Tokyo le 22 mai 2011.

Avec le relais 4 × 100 m, il remporte une médaille d'argent lors des Championnats d'Asie à Pune.